# Wereldkampioenschap voetbal 1982 (Groep 2) Engeland - West-Duitsland
Het duel tussen Engeland en West-Duitsland was voor beide landen de eerste wedstrijd uit de tweede ronde bij het WK voetbal 1982 in Spanje. Het duel uit groep 2 werd gespeeld op dinsdag 29 juni 1982 (aanvangstijdstip 21:00 uur lokale tijd) in het Estadio Santiago Bernabéu in Madrid.
Het was de vijftiende ontmoeting ooit tussen beide landen, die elkaar voor het laatst hadden getroffen op 22 februari 1978 in een vriendschappelijke wedstrijd in het Olympiastadion van München. West-Duitsland won dat duel destijds met 2-1 door doelpunten van Ronald Worm en Rainer Bonhof. Stuart Pearson had de score in de 41ste minuut geopend voor de Engelsen.
Het WK-duel in Spanje, bijgewoond door 75.000 toeschouwers, stond onder leiding van scheidsrechter Arnaldo Coelho uit Brazilië, die werd geassisteerd door lijnrechters Héctor Ortíz (Paraguay) en Rómulo Méndez (Guatemala). De wedstrijd tussen de twee Europese voetbalgrootmachten eindigde in een teleurstellend 0-0 gelijkspel.

## Wedstrijdgegevens
| Engeland | 0 – 0        | West-Duitsland |
| | goals        | |
| Ron Greenwood | bondscoach   | Jupp Derwall |
| |              | |
| Peter Shilton Mick Mills Terry Butcher Phil Thompson Kenny Sansom Steve Coppell Bryan Robson Ray Wilkins Trevor Francis 78' Paul Mariner Graham Rix | opstellingen | Toni Schumacher Manfred Kaltz Karlheinz Förster Uli Stielike Hans-Peter Briegel Wolfgang Dremmler Bernd Förster Paul Breitner 74' Hansi Müller 63' Uwe Reinders Karl-Heinz Rummenigge |
| Tony Woodcock 78' | wissels      | 63' Pierre Littbarski 74' Klaus Fischer |
| |              | |
| | gele kaarten | 68' Uli Stielike |
| | rode kaarten | |

## Overzicht van wedstrijden
| Eerste ronde | | |
| Groep A | Groep B | Groep C |
| Italië – Polen Kameroen – Peru Italië – Peru Kameroen – Polen Polen – Peru Italië – Kameroen                                                       | West-Duitsland – Algerije Chili – Oostenrijk West-Duitsland – Chili Oostenrijk – Algerije Algerije – Chili West-Duitsland – Oostenrijk    | Argentinië – België Hongarije – El Salvador Argentinië – Hongarije België – El Salvador België – Hongarije Argentinië – El Salvador                |
| Groep D | Groep E | Groep F |
| Engeland – Frankrijk Tsjecho-Slowakije – Koeweit Engeland – Tsjecho-Slowakije Frankrijk – Koeweit Frankrijk – Tsjecho-Slowakije Engeland – Koeweit | Spanje – Honduras Joegoslavië – Noord-Ierland Spanje – Joegoslavië Honduras – Noord-Ierland Honduras – Joegoslavië Spanje – Noord-Ierland | Brazilië – Sovjet-Unie Schotland – Nieuw-Zeeland Brazilië – Schotland Sovjet-Unie – Nieuw-Zeeland Sovjet-Unie – Schotland Brazilië – Nieuw-Zeeland |

| Tweede ronde                                            |                                                                     |                                                             |                                                                             |
| Groep 1                                                 | Groep 2                                                             | Groep 3                                                     | Groep 4                                                                     |
| België – Polen België – Sovjet-Unie Polen – Sovjet-Unie | Engeland – West-Duitsland West-Duitsland – Spanje Engeland – Spanje | Italië – Argentinië Brazilië – Argentinië Italië – Brazilië | Frankrijk – Oostenrijk Oostenrijk – Noord-Ierland Noord-Ierland – Frankrijk |
| Halve finales                                           |                                                                     |                                                             |                                                                             |
| Polen – Italië                                          | Polen – Italië                                                      | West-Duitsland – Frankrijk                                  | West-Duitsland – Frankrijk                                                  |
| Troostfinale                                            |                                                                     |                                                             |                                                                             |
| Frankrijk – Polen                                       |                                                                     |                                                             |                                                                             |
| Finale                                                  |                                                                     |                                                             |                                                                             |
| Italië – West-Duitsland                                 |                                                                     |                                                             |                                                                             |